# Alfonso García Robles
Alfonso García Robles   (Zamora de Hidalgo, 20 de març de 1911 - Ciutat de Mèxic, 2 de setembre de 1991) fou un diplomàtic mexicà guardonat amb el Premi Nobel de la Pau el 1982 juntament amb Alva Myrdal.

## Biografia
Va néixer el 20 de març de 1911 a la ciutat de Zamora, població situada a l'estat mexicà de Michoacán. Va estudiar dret a la Universitat Nacional Autònoma de Mèxic, amb estudis de postgrau a l'Institut d'Estudis Internacionals de la Universitat de París el 1936 i de l'Acadèmia de Dret Internacional de La Haia el 1938.
Va morir el 2 de setembre de 1991 a la seva residència de Ciutat de Mèxic.

## Activitat diplomàtica
El 1945 fou el delegat mexicà en la Conferència de San Francisco que establí les Nacions Unides. Va ser director d'Assumptes Polítics i dels Servei Diplomàtica de la Secretaria de Relacions Exteriors de Mèxic (SRE), Director del Departament d'Europa, Àsia i Àfrica de l'SRE, i subsecretari de d'aquest Servei (1946-1967), aconseguint la signatura del Tractat de Tlatelolco l'any 1967, signat per 33 països, pel qual Llatinoamèrica es convertia una zona lliure d'armes nuclears.
El 1982 fou guardonat al costat de la sueca Alva Myrdal amb el Premi Nobel de la Pau pels seus treballs com a delegats de l'Assemblea General de les Nacions Unides per al Desarmament.